# Bernard Fellay
Bernard Fellay (Sierre, 12 de Abril de 1958) é um Bispo suíço e e foi Superior Geral da Fraternidade Sacerdotal São Pio X de 1994 até 11 de Julho de 2018. Em 1988, o Papa João Paulo II anunciou que Fellay e três outros foram automaticamente excomungados por serem consagrados como bispos pelo arcebispo Marcel Lefebvre, um ato que a Santa Sé descreveu como "ilegal" e "cismático". Dom Lefebvre e Dom Antônio de Castro Mayer que co-consagraram esses quatro bispos, também foram automaticamente excomungados. Naquela época, ele era o bispo mais jovem da Igreja Católica Romana aos 29 anos.
Em janeiro de 2009, a pedido de Fellay, a Congregação para os Bispos, por instruções do Papa Bento XVI, rescindiu a excomunhão. 

## Juventude e Ministério
Nascido em Sierre, Suíça no ano de 1958, com dezenove anos, em Outubro de 1977, deu início aos seus estudos no Seminário Internacional da Fraternidade Sacerdotal São Pio X, em Écône. Recebe as Ordens Sacras em 29 de Junho de 1982 pelas mãos de Dom Marcel Lefebvre. Após a ordenação, é nomeado Ecônomo Geral da Fraternidade e reside em Rickenbach, a Casa Mãe. Manteve-se neste posto pelos 10 anos seguintes. 
Bernard Fellay é fluente em francês (sua língua natal), inglês, alemão, latim e fala italiano e espanhol. 

## Episcopado e Excomunhão
Aos 30 de Junho de 1988, Dom Lefebvre decide-se por ordenar o então Pe. Fellay e seus companheiros, o franco-provençal Bernard Tissier de Mallerais, o inglês Richard Williamson e o cântabro Alfonso de Galarreta, Bispos de modo a garantir a manutenção das ordenações conforme o ritual pré-conciliar e impelido pela iminência da morte—como veio a se confirmar aos 25 de Março de 1991. Foram sagrantes o próprio Lefebvre e o Bispo fluminense, D. Antônio de Castro Mayer, invocando o estado de necessidade, alegando penas canônicas inválidas. De acordo com Roma, ambos excomungados latae sententiae juntamente aos quatro ordinandos. A excomunhão foi oficializada dois dias depois com o motu proprio Ecclesia Dei, de João Paulo II.

## Superior Geral
Em Julho de 1994, o Capítulo Geral da FSSPX reunido em Écône elegeu Fellay Superior Geral em substituição ao Pe. Franz Schmidberger. Aos 12 de Julho de 2006, foi reeleito por mais doze anos de mandato, os quais expiraram em 11 de Julho de 2018, sendo eleito o Pe. Davide Pagliarani.
Em 29 de Agosto de 2005, Fellay foi recebido em audiência pelo Santo Padre Bento XVI em Castel Gandolfo. A audiência teve a participação do Cardeal Castrillón Hoyos e Pe. Schmidberger. Foi discutido o presente estado da Igreja e da FSSPX, a compreensão da Fraternidade concernente ao tema do modernismo na Igreja, a permissão da celebração conforme o missal de 1962 e o possível reconhecimento da Fraternidade por parte da Santa Sé.

## Levantamento da Excomunhão
Por decreto emitido aos 21 de Janeiro de 2009 (protocolo n.º 126/2009), o Santo Padre Bento XVI revogou as excomunhões através da Congregação para os Bispos.
A situação canônica dos quatro Bispos é igual a do restante do clero da Fraternidade Sacerdotal São Pio X.

## Contatos com a Santa Sé
Dom Fellay tem mantido, desde 2009, contatos com a Santa Sé com vistas a uma eventual reconciliação plena entre a FSSPX e o Vaticano, mas não mudando a posição da Fraternidade. Os primeiros contatos tiveram lugar durante o pontificado de Bento XVI, tendo-se revelado inconclusivos. Fellay tem mantido o relacionamento com a Santa Sé durante o pontificado do Papa Francisco, encontrando-se com o cardeal Gerhard Müller, Prefeito da Congregação para a Doutrina da Fé, em 23 de Setembro de 2014.